# 지능정보기술
지능정보기술은 AI(인공지능)의 "지능"과 ICBM(IoT, Cloud Computing, Big Data, Mobile)에 기반한 "정보"가 종합적으로 결합된 형태
- 대량의 데이터가 지속적으로 생성되고, 실시간으로 전달(IoT, Mobile)되어 저장ㆍ분석ㆍ 활용
- 새로운 알고리즘의 유형을 통해 적용 분야가 지속적으로 발전하고 확대 가능

## 특징
- 무인 의사결정 : 기계가 인간의 고차원적인 판단기능을 수행하여 독립된 주체로서 활동함으로써 자동화와 무인화가 확산됨
- 실시간 반응 : 데이터 수집, 분석, 판단, 추론 등 일련의 과정들이 ICT 기술을 통해 즉각 처리되어 기계가 실시간으로 반응함
- 자율 진화 : 딥 러닝 등 기계 학습을 통해 스스로 진화하여 기계의 성능이 기하급수(幾何級數)적으로 향상됨
- 만물의 데이터화 : 과거에는 보관 및 활용이 어려웠던 생체정보, 행태정보, 비정형 정보 등의 데이터도 기계학습 과정을 거치며 의미를 추출할 수 있음

## 참고자료
- 미래창조과학부 지능정보사회추진단 (지능정보사회 중장기 종합대책) : http://www.msip.go.kr 보관됨 2018-09-03 - 웨이백 머신
- 지능정보사회 : http://issue.korea.kr/msip/aipolicy%5B깨진+링크(과거+내용+찾기)%5D